# Björn Linnell
Olle Björn Linnell, född 17 juli 1952 i Hultsfreds församling i Kalmar län, är en svensk kulturskribent och förläggare. 
Björn Linnell växte upp i Växjö. Han har redigerat antologin "Svenska krusbär. En historiebok om Sverige och svenskar". Linnell är verksam inom stiftelsen och bokförlaget Natur & Kultur där han bland annat fungerat som ansvarig för samarbetsprojekt med stiftelsen Expo. Björn Linnell har stått för urvalet till boken Texter i urval, ett urval av Karl Marx texter, samt varit huvudredaktör för 6:e upplagan av Forums Litteraturhandboken. Han har varit förläggare, först som utgivningschef vid Norstedts och 1992–1997 som förlagschef vid Bonnier Alba. Linnell medverkar som kulturskribent i svensk dagspress. Han var ordförande för Svenska PEN-klubben 2005–2009.
Björn Linnell är sambo med författaren Lena Andersson.